# 帶鞍鰧
帶鞍鰧（學名：Heteristius cinctus），為輻鰭魚綱䲁形目指鰧科鞍鰧屬的一個種，分布於中太平洋東部墨西哥下加利福尼亞半島到厄瓜多海域，深度1至27公尺，本魚體扁，向尾部逐漸變細，頭尖，眼不在柄上，上下唇具皮瓣，鼻孔管狀，背鰭起於頸背，背鰭硬棘16-19枚、背鰭軟條18-22枚，胸鰭條13-15條，側線連續，向下彎曲至第8-12背棘下方，鱗片光滑，頭部無鱗，腹部全鱗，側線鱗片總數52-56片，側線直段鱗片數31-35枚，體半透明，側面有3條黑色橫條，背部有大約12條黑色鞍狀紋，每條鞍狀紋邊緣都有白色鞍狀紋，沿中間有幾個白點，尾鰭基部前有一個中央黑斑，尾鰭基部有一條白橫條，體長可達4.5公分，棲息在有沙底質海床，以小魚及無脊椎動物為食，生活習性不明。